# Tsilla Chelton
Tsilla Chelton (* 21. Juni 1919 in Jerusalem; † 15. Juli 2012 in Brüssel) war eine französische Schauspielerin.

## Leben
Tsilla Chelton ist die Tochter einer Französin und eines Vaters osmanischer Herkunft. Sie wurde während einer Reise ihrer Eltern in Jerusalem geboren.
Sie verbrachte ihre Kindheit in Antwerpen, wo sich die Familie niederließ. Sie verlor ihre Mutter im Alter von sechs Jahren. Ihr Vater schrieb sie an der Montessori-Schule in Brüssel ein, wo sie bis zum Alter von 12 Jahren Internatsschülerin war. Während des Zweiten Weltkriegs folgte sie ihrem Vater und verließ Belgien in Richtung Schweiz.
Tsilla Chelton war die Frau des Ausstatters Jacques Noël, mit dem sie vier Kinder hatte – darunter die Schauspieler Nani Noël, Philippe Noël und Serge Noël.
Ihre Theaterkarriere begann sie 1948 in Paris in der Truppe um Marcel Marceau. Der Theaterregisseur Jacques Mauclair machte sie oft zur Hauptdarstellerin seiner Inszenierungen, insbesondere einiger Stücke von Eugène Ionesco (Der König stirbt, Die Stühle).
Tsilla Chelton begann ihre Filmkarriere spät. 1962 debütierte sie in einer winzigen Rolle in Yves Roberts Krieg der Knöpfe. Robert gab ihr 1967 eine etwas größere Rolle in Alexandre mit Philippe Noiret, ehe ihr Pierre Richard einen kleinen Part in Der Zerstreute gab. Im selben Jahr hatte sie eine prägnante und amüsante Nebenrolle als Magierin neben Claude Jade in Shéhérazade. 1969 hatte sie eine der Hauptrollen als Mme. Martin an der Seite von Jean Richard in der Serie „Maigret“, 8. Episode, „L‘ombre chinoise“, nach dem gleichnamigen Roman von Georges Simenon. In den 70er und 80er Jahren folgten ebenso kurze Auftritte (u. a. auch ein größerer Part in der Krimi-Reihe Kommissar Moulin), bis Étienne Chatiliez ihr 1990 die Titelrolle im Film Tante Daniele anvertraute, in dem sie eine einsame alte und nicht zuletzt gehässige Frau spielt, die ihre Haushälterin in den Tod und die Familie an den Rand des Wahnsinns treibt. Für diese Leistung wurde Tsilla Chelton 1991 für den französischen Filmpreis César als beste Hauptdarstellerin nominiert. Drei Jahre später erhielt sie für ihre Darbietung in Eugène Ionescos Les chaises den französischen Theaterpreis Molière als beste Hauptdarstellerin zugesprochen. Auch im internationalen Kino trat Chelton von Zeit zu Zeit in Erscheinung. Nach dem Part der „Mrs. Barton“ in William Castles amerikanischem Horrorfilm Shanks (1974) und einer kleinen Nebenrolle in Peter Hyams’ Historienfilm The Musketeer (2001) war der 90-jährigen Schauspielerin mit Yeşim Ustaoğlus türkischem Familiendrama Pandora’s Box wieder Erfolg beschieden. Die Rolle einer alten an Alzheimer erkrankten Frau, die aus ihrem Heimatdorf am Schwarzen Meer spurlos verschwindet, brachte ihr 2008 auf dem spanischen Festival Internacional de Cine de Donostia-San Sebastián gemeinsam mit der Amerikanerin Melissa Leo (Frozen River) den Preis für die beste Darstellerin ein.

## Filmografie (Auswahl)
- 1962: Krieg der Knöpfe (La Guerre des boutons)
- 1963: Wie der Vater, so der Sohn (Bébert et l’Omnibus)
- 1968: Alexander, der Lebenskünstler (Alexandre le Bienheureux)
- 1969: Maigret (Les Enquêtes du commissaire Maigret)
- 1970: Der Zerstreute (Le Distrait)
- 1971: Shéhérazade
- 1971: Der zehnte Tag (La Décade prodigieuse)
- 1974: Shanks
- 1975: Der Clou der Madame P.p. (C'est pas parce qu'on a rien à dire qu'il faut fermer sa gueule)
- 1977: Kommissar Moulin (Commissaire Moulin, TV-Serie, eine Folge)
- 1977: Die kleinen Pariserinnen (Diabolo menthe)
- 1989: Die große Kapriole (La Grande cabriole)
- 1990: Tante Daniele (Tatie Danielle)
- 1992: Stille Wasser (Les Eaux dormantes)
- 2001: The Musketeer
- 2004: Was Frauen wirklich wollen (Tout le plaisir est pour moi)
- 2008: Pandora’s Box (Pandoranin kutusu)
- 2009: Sœur Sourire – Die singende Nonne (Soeur Sourire)
- 2009: Ruhelos (Persécution)